# Selskabsøerne
Selskabsøerne (fransk: Îles de la Société eller Archipel de la Société) er et af de fem franske territorier (subdivisions administratives) og hovedgruppen i Fransk Polynesien i Stillehavet.
Øgruppen ligger ca. 6200 km fra Los Angeles og 5700 km fra Sydney. Den største ø er Tahiti hvor også den største by Papeete ligger.
Øerne blev fransk protektorat i 1843 og siden fransk koloni i 1880. De har en befolkning på 227.807 indbyggere (2007) og dækker et landareal på 1590 km². 

## Øer
Øgruppen består af 13 øer som er underopdelt i to grupper:

### Îles du Vent
- Tahiti ca. 1.048 km²
- Moorea ca. 134 km²
- Mehetia ca. 2,3 km²
- Maiao ca. 9 km²
- Tetiaroa ca. 6 km²

### Leewardøerne
Leewardøerne er på fransk Îles Sous-le-Vent
- Huahine ca. 74 km²
- Bora Bora ca. 38 km²
- Raiatea ca. 238 km²
- Tahaa ca. 88 km²
- Maupiti ca. 13,5 km²
- Tupai / Motu Iti, ca. 11 km²
- Maupihaa (Mopelia), ca. 4 km²
- Manue/Scilly (Selskabsøerne) ca. 4 km²
- Motu One/Bellinghausen ca. 3 km²

17°30′S 149°50′V / 17.5°S 149.83°V